# Microplana hyalina
Microplana hyalina ist eine Art der Landplanarien in der Unterfamilie Microplaninae.

## Merkmale
Microplana hyalina ist eine kleine Landplanarie mit einem zylindrischen Körper, der sich nach vorne hin verjüngt, eine Länge von bis zu 5 Millimetern und einer Breite von 0,5 Millimetern aufweist. Der Körper sieht glasartig aus ähnlich wie Knorpel. Am Vorderende befinden sich zwei kleine Augen.
Die Art hat eine kurze, vertikale Penispapille. Das Atrium genitale ist in eine becherförmige und eine hintere röhrenförmige Höhle unterteilt.

## Verbreitung
Die Art wurde in der Region um das spanische Lleida gefunden.

## Etymologie
Das Artepitheton leitet sich vom griechischen Adjektiv hyalinos (dt. glasartig) ab.